# Transmissió entre espècies
La transmissió entre espècies (CST, de l'anglès Cross-Species Transmission), també anomenada transmissió interespecífica, salt d'amfitrió, salt d'espècie és la capacitat d'un virus o bacteri forà, un cop introduït en un individu d'una nova espècie hoste, d'infectar aquell individu i estendre’s per una nova població d'acollida. És la causa més significativa d'aparició de malalties en humans i altres espècies.
Entre els passos implicats en la transferència de virus a nous hostes s'inclouen el contacte entre el virus i l'amfitrió, la infecció d'un individu inicial (cas índex) que condueix a l'amplificació i un brot, i la generació dins de l'amfitrió de noves variants virals amb la capacitat de difondre’s de manera eficient entre individus de la població a la qual pertany aquest nou hoste. Sovint, en virus emergents, una espècie transfereix el virus a una altra, que al seu torn la transfereix als humans. Els exemples de virus zoonòtics que s'han transmès d'animals a humans (zoonosis) inclouen els virus que causen la COVID-19, el SARS, l'Ebola, la grip porcina, la ràbia i la grip aviària. També existeixen patogens bacterians sorgits mitjançant transmissió entre espècies.
Es desconeix el mecanisme exacte que facilita la transferència, però es creu que els virus amb una taxa de mutació elevada són capaços de superar les defenses immunològiques específiques de l'hoste. Es pot produir entre espècies que presenten taxes de contacte elevades. També pot produir-se zoonosis entre espècies amb taxes de contacte baixes, però normalment succeeix mitjançant una espècie intermediària. Els ratpenats, per exemple, són mamífers que poden transferir directament la ràbia als humans mitjançant la picada i també mitjançant l'aerosolització de determinats fluids de ratpenat si són absorbits per les mucoses humanes (nas, boca i ulls). Un esdeveniment de salt d'hoste (host shifting) es defineix com una soca que anteriorment era zoonòtica i que actualment circula exclusivament entre els humans.
Es creu que la similitud entre espècies (per exemple, la transferència entre mamífers) facilita la transmissió entre espècies a causa de les similitus en les defenses immunològiques. Altres factors inclouen l'àrea geogràfica, els comportaments intra-especials i la relació filogenètica. L'emergència del virus es basa en dos factors: la infecció inicial i la transmissió sostinguda.